# Henrik Wahlforss
Henrik Wahlforss, född 1939 i Helsingfors, död 2015 i Stockholm, var en finländsk industridesigner som i huvudsak var verksam i Sverige. Han hade spännvidd i sin verksamhet från griptänger för funktionshindrade, via hjälpmedel i operationssalar till ergonomiska traktorer och vindkraftverk, de senare föreslagna på Gotland och i Skåne.

## Biografi
Wahlforss fick sin grundläggande designutbildning vid Konstindustriella läroverket i Helsingfors. På grund av bland annat en debattartikel i Hufvudstadsbladet 1961 där han som nyutexaminerad industridesigner gick hårt åt designetablissemanget i Finland och kallade den finska designen bland annat för "ett äggskal", blev han aldrig riktigt accepterad i Finland. Han var vid tillfället nyanställd vid Ornamo lampfabriks designavdelning och artikeln publicerades samma dag som företaget hade 50-årsjubiléum, med avsked för Wahlforss som följd. Efter den ödesdigra debattartikeln studerade Wahlforss i New York innan han flyttade till Sverige, där han kom att verka som designer under resten av sitt liv. 1964 grundade han sin första egna designbyrå, Product Program, sedermera slutligen transformerat till Veryday.
Wahlforss arbetade genomgående med att utveckla vardagsföremål för bland annat hjälp och stöd för funktionshindrade baserat på sin kunskap och forskning med utgångspunkt från användarens behov.

## Från hushållsverktyg via traktorer till Permobil
Köksknivar med vinklade handtag för att kunna användas av människor med reumatiska eller andra skador på och i händerna och lederna var bland de tidigare produkter som Wahlforss tog fram förslag till och med den första avancerade griptången för rörelsehindrade som han tog fram, kunde man ta i ett okokt ägg utan att det gick sönder. Men den var för stor för reumatiska händer och krävde vidareutveckling tillsammans med andra formgivare, vilket blev ganska vanligt förfarande, att Wahlforss var den som initierade och satte igång nya projekt, som andra sedan förfinade och slutförde.
Valmet 02-serien var ett traktorkoncept med en kantig formgivning, där ergonomi och säkerhet sattes främst med särskilt utformad hytt och placering av reglagen, vilket bidrog till Valmets rykte som en föregångare på området och traktorerna blev Nordens mest sålda och väckte uppmärksamhet och inspirerade konkurrenter internationellt.
Wahlforss bistod svenske läkaren Per Uddén vid utvecklingen av el-rullstolen Permobil till ett fordon särskilt avsett för personer med rörelsehandikapp, så de i många fall började kunna röra sig och ta sig fram på egen hand även ute i samhället.

## Norden 2030
Boken Norden 2030 var visionärt skriven som Wahlforss tillsammans med fotografen Leif O. Pehrson gav ut 1982 som en positiv framtidsvision, där han med hjälp av miniatyrmodeller och fotomontage beskrev hur ett nordiskt hållbart samhälle skulle kunna se ut i framtiden. Boken var långt före sin tid med bland annat visioner om ett förenat Norden med gemensam flagga och gemensam marknad, men den blev inte någon försäljningsframgång. Ett exempel i boken, där tiden 40 år senare verkar hinna fatt visionen är, där Wahlforss skissar på en framtid med stora vindkraftsparker för elektricitetsförsörjning, vilket på 2000-talets första decennier börjar slå in om än inte i Skåne och på Gotland, som var bokens förslag.
aeu 